# Tretjakovgalerij

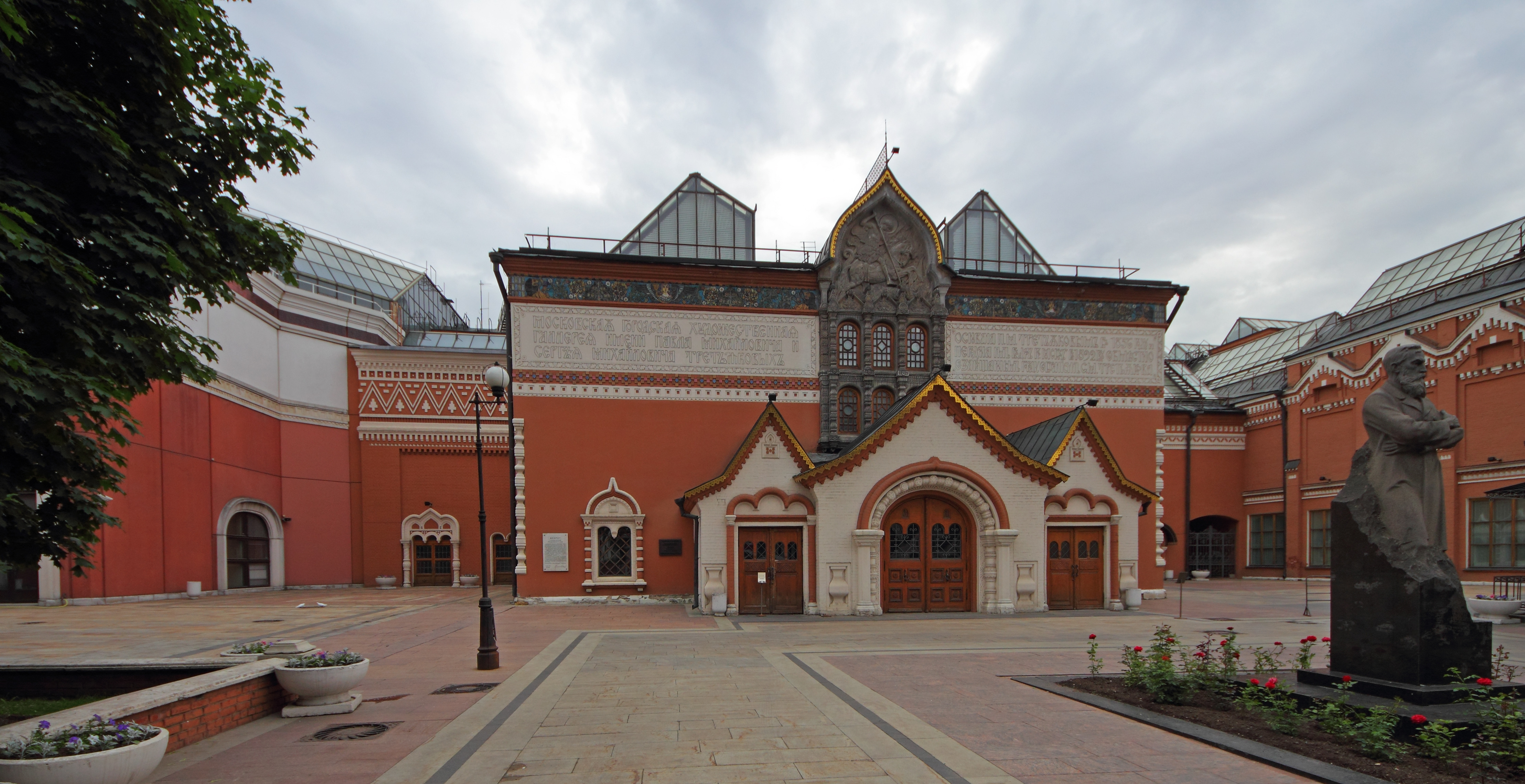
Tretjakovgalerij

De Tretjakovgalerij (Russisch: Третьяковская Галерея; Tretjakovskaja Galereja) is een uitgebreide kunstverzameling waarvan de basis door Pavel Tretjakov in 1892 aan de stad Moskou overgedragen werd. Zij werd ondergebracht in een deels door de schilder Viktor Vasnetsov ontworpen gebouw, voltooid in 1900 en van 1927 tot 1935 vergroot. De Tretjakovgalerij kwam in 1918 aan de staat, waarna de collectie aanzienlijk werd uitgebreid.
Een belangrijk bezit is de unieke verzameling iconen (onder meer van Andrej Roebljov), die de kern vormt van de afdeling Oud-Russische kunst. Het museum bezit verder een collectie Russische schilderkunst uit de 18e, 19e en 20e eeuw. Na de val van de Sovjet-Unie werd nabij het Gorki Park een nieuwe afdeling geopend waarin de kunstwerken uit de 20e eeuw werden ondergebracht.
De Tretjakovgalerij bevat onder meer werk van Ilja Repin, Vasili Soerikov, Viktor Vasnetsov, Valentin Serov, Ivan Sjisjkin en Vasili Perov.